# BSN NEWS 日曜テレビ夕刊
『BSN NEWS 日曜テレビ夕刊』（ビーエスエヌニュース にちようテレビゆうかん）は、1965年4月から2008年9月28日まで新潟放送（テレビ）で毎週日曜日夕方に放送されていた報道番組である。番組スポンサーおよびニュース資料の提供元は新潟日報。
番組は日曜の夕方のJNNニュース番組（『JNNニュースコープ』→『JNNニュースの森』→『JNNイブニング・ニュース』）に続いて放送されていた。そのため、放送時間はその時々の日曜日のJNNニュースの放送時間枠によって異なるが、当初は10分間、後に5分間の番組となった。末期の放送時間は17:50 - 17:55 （JST、2008年4月 - ）。内容はBSNアナウンサーがその時間帯までに入っている新潟県内のローカルニュースをストレートニュース形式で伝えるというものだった。

## オープニングのタイトル
開始当初から1990年代ごろまでは、行進曲風のテーマソング（曲名不詳）をバックに一枚画（当初は黄緑色地→後に青地）で「BSNニュース 日曜テレビ夕刊 提供・新潟日報」と表示。提供クレジット読みは「県民の新聞・新潟日報がお送りいたします」。
その後、コンピュータグラフィックに変更され、提供読みも「新潟日報社の提供でお送りします」になった。